# Franz Xaver Büchs
Franz Xaver Büchs (* 18. April 1889 in Augsburg; † 22. Juni 1940 in Nürnberg) war ein bayerischer Politiker und Opfer der bayerischen Polizei.

## Leben
Büchs erlernte nach dem Besuch der Volksschule den Beruf Maschinenschlosser. Ab 1910 arbeitete er bei der Firma MAN in Nürnberg. Im selben Jahr wurde er Mitglied der SPD. Während des Ersten Weltkrieges geriet er in Gegnerschaft zur Kriegspolitik der SPD-Parteiführung und 1917 wurde er Mitglied der USPD. 
1918 beteiligte er sich aktiv am Munitionsarbeiterstreik und weiteren Aktivitäten zur Beendigung des Krieges. 1920 schloss er sich dem Mehrheitsflügel der USPD an, wurde Mitglied der KPD und wurde deren Vorsitzender in Nürnberg. Ab 1923 leistete er erneut Widerstand gegen die Staatsmacht und war für die verbotene KPD „illegal“ tätig. Deswegen wurde er 1924 bei einer KPD-Veranstaltung in Stuttgart verhaftet und zu einer sechs-monatigen Gefängnisstrafe verurteilt, die er aber nicht vollständig „absitzen“ musste, da er 1924 als Abgeordneter in den Bayerischen Landtag gewählt wurde. 1928 wurde er wieder auf der Liste der KPD in den Bayerischen Landtag gewählt und war bis 1932 Abgeordneter. Anfang 1930 aus der KPD ausgeschlossen, wechselte erst zur KPD-Opposition (KPO) und später zur SPD. Sein Nachfolger in der Führung der fränkischen KPD wurde Jakob Boulanger.
Nach seinem Ausscheiden aus dem Landtag machte er sich beruflich selbständig und eröffnete ein Zigarrengeschäft in Nürnberg, das sich in der zweiten Hälfte der 1930er Jahre zu einem kleinen Zentrum der sozialdemokratischen Resistenz entwickelte. 1933 wurde er mehrfach verhaftet und bei polizeilichen Vernehmungen gefoltert. Im Juni 1940 wurde er abermals verhaftet und diesmal so schwer misshandelt, dass er an den Folgen der Verhöre verstarb. Nach Darstellung der bayerischen Polizei sollte es ein „Selbstmord durch Erhängen in der Zelle“ gewesen sein. Das Bayrische Haus der Geschichte geht aber davon aus, dass er ermordet wurde.